# Hérakleitos z Halikarnassu
Hérakleitos z Halikarnassu, řecky Ἡράκλειτος ὁ Ἁλικαρνασσεύς, latinsky Heraclitus Halicarnasseus (300 př. n. l. – 260 př. n. l.) byl řecký elegický básník helénistického období.

## Život a dílo
Hérakleitos byl původem Karian, ze země dobyté a porobené Alexandrem Velikým, narodil se v Halikarnassu, řeckém přístavním městě na jihozápadním pobřeží Anatolie (nyní turecké město Bodrum). 
Byl mladším současníkem a přítelem Kallimacha z Kyrény. Ten o něm napsal pamětní epigram, který se dochoval v citátech k životopisům slavných filozofů, které napsal historik Díogenés Laertios ve 3. století n. l.
Ačkoliv napsal několik prací, v řecké antologii se dochovala pouze jediná jeho báseň. Je to epigram o matce, která zemřela při porodu a porodila dvojčata.